# Монаково (Галичский район)
Монаково — деревня в составе Дмитриевского сельского поселения Галичского района Костромской области России.

## География
Деревня расположена на берегу речки Бутырихи.

## История
Согласно Спискам населённых мест Российской империи в 1872 году деревня относилась к 2 стану Галичского уезда Костромской губернии. В ней числилось 3 двора, проживало 14 мужчин и 14 женщин.
Согласно переписи населения 1897 года в деревне Маниково проживало 69 человек (36 мужчин и 33 женщины).
Согласно Списку населённых мест Костромской губернии в 1907 году деревня Маниково относилась к Свиньинской волости Галичского уезда Костромской губернии. По сведениям волостного правления за 1907 год в ней числилось 12 крестьянских дворов и 102 жителя. В деревне имелась кузница. Основным занятием жителей деревни был малярный промысел.
До муниципальной реформы 2010 года деревня входила в состав Красильниковского сельского поселения.

## Население
| 2008 | 2010 | 2012 | 2014 |
| ---- | ---- | ---- | ---- |
| 0    | →0   | →0   | →0   |